# Postulantado
Um postulante (do Latim: postulare, perguntar) originalmente significou alguém que fazia um pedido ou demanda; portanto, um candidato. O uso do termo agora é geralmente restrito àqueles que solicitam admissão em mosteiro ou ordem religiosa; seja durante o período de tempo que antecede a simples admissão, seja durante o período de tempo que antecede o ingresso no noviciado. Atualmente, entretanto, é usual o termo "observador" para a pessoa que ainda não pertence à instituição.
O termo é mais comumente utilizado na Igreja Católica e na Comunhão Anglicana, incluindo a Igreja Episcopal dos Estados Unidos. A Igrejas Ortodoxas Orientais tendem a evitar a terminologia latina.

## Cristianismo
O tempo que um candidato permanece como postulante pode variar, e depende da instituição ou da situação particular da pessoa. Entre as instituições religiosas dos dias de hoje, normalmente dura de quatro a cinco meses. Mas há mosteiros que requerem que esse estágio de experimentação estenda-se por um ou dois anos. Durante esse período, em geral o postulante participa tão plenamente quanto possível da vida da comunidade, unindo-se aos noviços e aos membros de profissão perpétua, para trabalhar e orar.
Uma vez que o candidato ou a candidata ainda não é formalmente membro da instituição neste estágio, torna-se mais fácil para o homem ou para a mulher que tem incertezas sobre seu chamado à vida consagrada, reexaminar intenções e compromissos antes de adentrar o noviciado. Caso exista inadequação, o postulante pode desistir ou ser demitido pela instituição sem necessidade de procedimento formal.
O termo também é algumas vezes usado para descrever o estado eclesiástico de alguém tem discernido um chamado ao sacerdócio e tem recebido o apoio da paróquia e da diocese. O candidato permanece "postulante" enquanto é seminarista, até receber a ordenação para o diaconato transitório.